# Zsennye
Zsennye là một thị trấn thuộc hạt Vas, Hungary. Thị trấn này có diện tích 5,02 km², dân số năm 2010 là 102 người, mật độ 20 người/km².